# The First Grader
The First Grader es una película de drama biográfica de 2010 dirigida por Justin Chadwick. Está protagonizada por Naomie Harris, Oliver Litondo y Tony Kgoroge. Basada en la historia real de Kimani Maruge, un agricultor de Kenia que se matriculó en la escuela primaria a la edad de 84 años tras el anuncio del gobierno sobre educación primaria universal gratuita en 2003.

## Sinopsis
En 2003, un locutor anuncia a través de la radio local que el gobierno de Kenia está ofreciendo educación primaria gratuita a todos los nativos que puedan demostrar su ciudadanía con un certificado de nacimiento. Kimani Maruge, un aldeano de 84 años, escucha esto y decide empezar su educación. Al llegar a su escuela local, conoce a Jane Obinchu, la directora y maestra. El hombre expresa su deseo de aprender a leer. Alfred, otro de los maestros, lo ridiculiza y le exige que se vaya.
Durante las clases iniciales, Maruge está plagado de recuerdos de su servicio durante el Levantamiento de Mau Mau en 1950. Comienza a alucinar y se vuelve agresivo con los estudiantes, luchando por continuar con sus estudios. Pronto, la historia de un anciano en la escuela se cuela en los titulares nacionales. El superintendente del distrito escolar es alertado sobre la situación y desaprueba fuertemente la situación, sugiriendo que asista a un centro educativo para adultos.
Al reunirse con el jefe de la junta de educación para defender el caso de Maruge, Jane es rechazada. Se le explica que si se hace una excepción para mantenerlo en el sistema educativo, otros seguirán su ejemplo y muchas escuelas eventualmente se llenarán de personas mayores estudiando junto a niños. Maruge es obligado a asistir a un centro de aprendizaje para adultos, rodeado de personas sin motivación ni ambición para estudiar. Entonces promete no volver nunca a esa institución. A medida que su historia gana publicidad y atención, la prensa local se acerca a la escuela, provocando fricciones entre los padres. Los aldeanos creen que Jane y Maruge buscan fama y fortuna a expensas de los niños. Luego de comentarios negativos y actos aleatorios de violencia contra la escuela, Jane es trasladada a otro instituto educativo a cientos de millas de distancia.
Jane se despide de Maruge y el resto de sus alumnos. Tras las protestas y desobediencia hacia el nuevo maestro, Maruge viaja a Nairobi para apelar a la junta de educación. Jane es reinstalada en la escuela. El epílogo de la película muestra una serie de gráficos que indican que, a los 84 años, Maruge es la persona de mayor edad en comenzar la escuela primaria según el Libro Guinness de los récords mundiales. Además, fue invitado a dar un discurso ante líderes internacionales en la ONU en Nueva York sobre el poder de la educación. Inspiró a toda una nueva generación de personas a ir a la escuela por primera vez. Maruge murió en 2009.

## Elenco
- Naomie Harris como Jane Obinchu
- Oliver Litondo como Kimani Maruge
- Alfred Munyua como Alfred
- Tony Kgoroge como Charles Obinchu
- Vusi Kunene como Mr.Kipruto
- Sam Feuer como periodista estadounidense

## Producción

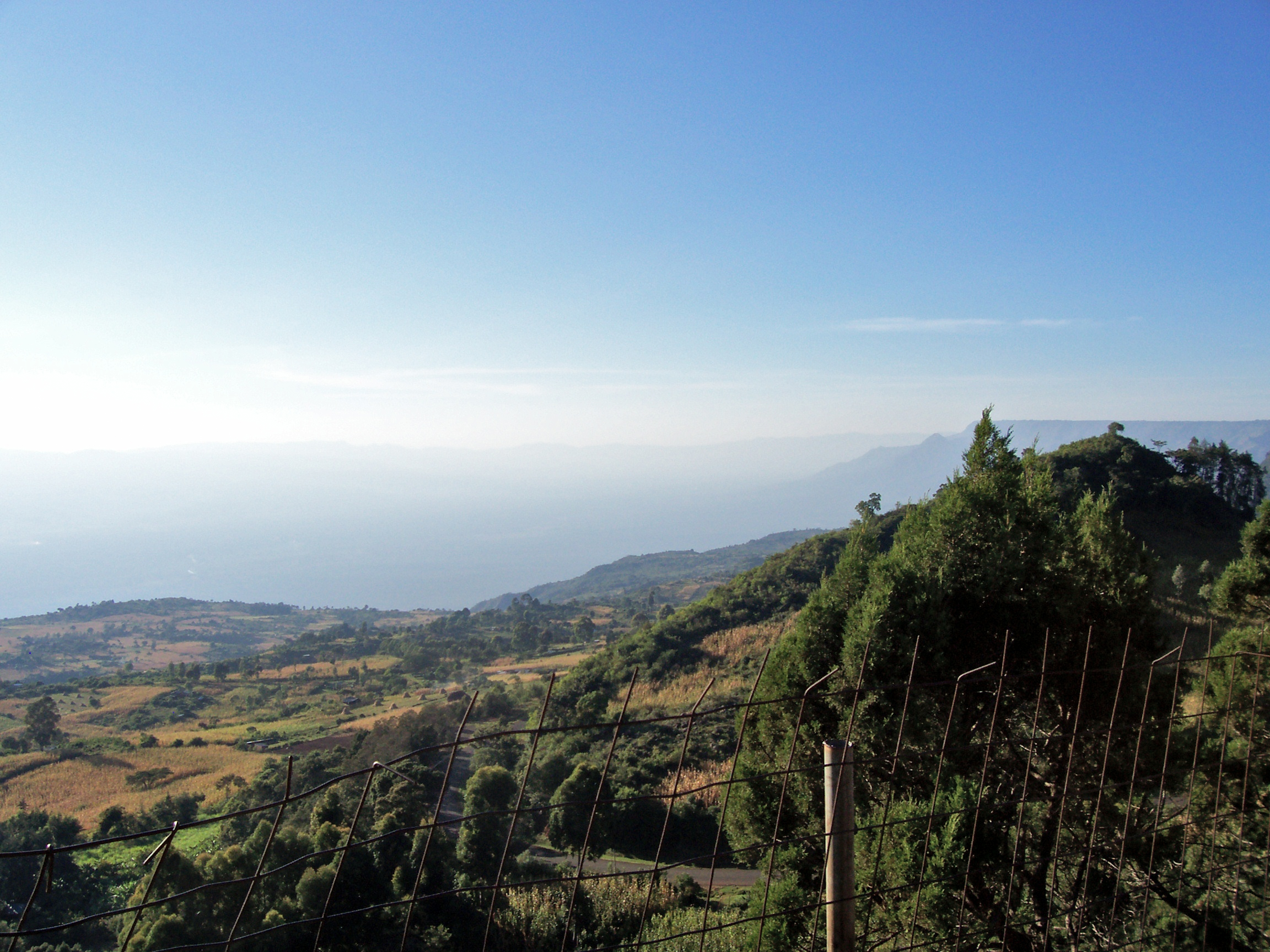
El Gran Valle del Rift en Kenia, donde tuvo lugar el rodaje.

El productor de cine estadounidense Sam Feuer encontró la historia en la portada del LA Times y adquirió los derechos. Junto a Richard Harding, se asociaron con BBC Films y contrataron a Ann Peacock para escribir el guion. Se filmó en locaciones del Valle del Rift en Kenia. El director Chadwick expresó: "Podríamos haberla rodado en Sudáfrica, pero Kenia tiene esta energía increíble e inexplicable inherente a los niños y personas sobre las que estábamos haciendo la película".

## Recepción
La película recibió críticas generalmente mixtas. Rotten Tomatoes le otorgó una puntuación del 61% según 71 críticos, con una puntuación media de 5,6 sobre 10. En Metacritic recibió una puntuación de 56/100 basada en 21 reseñas.

## Premios y nominaciones
- Premio del público del Festival Internacional de Cine de Toronto 2010 (finalista)[6]
- Premios Satellite 2011 a la mejor película educativa[7]
- Festival Internacional de Cine de Rochester 2011, Premio del Público

- Nominada a los Premios Gotham 2011, Premio del público[8][9][10]
- Premio AARP Movies for Grownups 2012 al Mejor Actor - Oliver Litondo [11]
- Nominada a los NAACP Image Awards 2012 por mejor álbum de banda sonora[12]